# Цілинна ділянка (с. Полоузівка)
Цілинна ділянка — ентомологічний заказник місцевого значення. Об'єкт розташований на території Бердянського району Запорізької області, село Полоузівка.
Площа — 30 га, статус отриманий у 1984 році.